# Kæmpevise
Kæmpevise findes i dansk fra 16. århundrede og
til langt ind i 19.århundrede brugt som betegnelse
for de fortællende digte fra Middelalderen, dem
som man i 19. århundredes sidste halvdel hyppigst
har kaldt folkeviser. Dog kan denne brug
af ordet ikke være den oprindelige; den store mængde
af viser omhandler ikke kæmper, men
riddere.   Kæmper er betegnelse for fortidens
store helte, dels af nordisk, dels af tysk oprindelse,
og fra disse kæmpeviser, der var meget yndede, er
navnet blevet overført til den hele digtart.